# Kabinett Thatcher I
Das Kabinett Thatcher I wurde im Vereinigten Königreich am 4. Mai 1979 von Premierminister Margaret Thatcher von der Conservative Party gebildet und löste die Regierung Callaghan ab. Margaret Thatcher übernahm dabei als erste Frau in der Geschichte des Vereinigten Königreichs das Amt des Premierministers. Das Kabinett blieb bis zum 10. Juni 1983 im Amt und wurde dann durch das Kabinett Thatcher II abgelöst.

## Regierungszeit 1979 bis 1983
Unter dem Eindruck der tief greifenden Wirtschaftskrise und der sich daraus ergebenden gesellschaftlichen Verteilungskämpfe kam es Ende der 1970er Jahre zunächst zu einer neuerlichen Polarisierung der politischen Parteien. Der bis dahin bestehende Grundkonsens über die Einrichtung eines Interventionsstaates mit sozialen Zielsetzungen zerbrach angesichts der offenkundigen Tatsache, dass dieser in der damaligen Situation nicht mehr zu finanzieren war. Während innerhalb der Labour Party „linke“ Strömungen an Bedeutung gewannen, forderten die konservativen Tories unter Margaret Thatcher, die seit 1975 Parteivorsitzende war, mit einem neoliberalen Programm die Abkehr vom Wohlfahrtsstaat und propagierten stattdessen die Förderung des Individualismus und der Marktgesetze.
Bei den Unterhauswahlen vom 3. Mai 1979 entfielen von 635 Sitzen im House of Commons 339 Mandate auf die Conservative Party, während die bislang regierende Labour Party 269 Sitze bekam. Sonstige Parteien stellten weitere 27 Abgeordnete. Daraufhin übernahm Margaret Thatcher als erste Frau in der Geschichte des Vereinigten Königreichs das Amt des Premierministers. Mit dem Beschäftigungsgesetz (Employment Act) wurde 1980 das erste von insgesamt acht Gesetzen der Regierung Thatcher verabschiedet, mit denen die Macht der Gewerkschaften und insbesondere das Streikrecht nachhaltig eingeschränkt wurden. Im April und August 1981 kam es in London und zahlreichen anderen Städten zu Straßenschlachten zwischen farbigen arbeitslosen Jugendlichen und rechtsextremistischen Gruppen von Skinheads. Am 10. August 1981 starben zehn IRA-Mitglieder in einem britischen Gefängnis an den Folgen eines Hungerstreiks, mit dem sie ihre Anerkennung als politische Gefangene erzwingen wollten.
Nach der Besetzung der Falklandinseln durch Argentinien am 2. April 1982 kam es zum Falklandkrieg zwischen beiden Staaten. Mit der logistischer und diplomatischer Unterstützung durch die USA gelang den britischen Streitkräften die Rückeroberung der Falklandinseln, die zuvor seit 1833 von Großbritannien besetzt waren. Dieser Sieg trug wesentlich dazu bei, Thatchers Position selbst angesichts einer Erwerbslosenquote von 13,8 Prozent (3,39 Millionen Arbeitslose) innenpolitisch zu festigen.

### Kriegskabinett
Wie bereits im Ersten und Zweiten Weltkrieg bildete Thatcher 1982 ein kleineres Kriegskabinett für die Koordinierung des Krieges gegen Argentinien um die Falklandinseln.
| Name                         | Partei | Partei       | Regierungsämter                                                                 | Zeit im Kriegskabinett |
| ---------------------------- | ------ | ------------ | ------------------------------------------------------------------------------- | ---------------------- |
| Margaret Thatcher            |        | Conservative | Premierminister First Lord of the Treasury Minister für den öffentlichen Dienst | April bis Juni 1982    |
| William Whitelaw             |        | Conservative | Stellvertretender Premierminister Innenminister                                 | April bis Juni 1982    |
| Francis Pym                  |        | Conservative | Außenminister                                                                   | April bis Juni 1982    |
| John Nott                    |        | Conservative | Verteidigungsminister                                                           | April bis Juni 1982    |
| Cecil Parkinson              |        | Conservative | Chancellor of the Duchy of Lancaster                                            | April bis Juni 1982    |
| Terence Lewin                |        | Parteilos    | Stabschef                                                                       | April bis Juni 1982    |
| Michael Havers, Baron Havers |        | Conservative | Attorney General                                                                | April bis Juni 1982    |

Aus den Unterhauswahlen vom 9. Juni 1983 ging Thatchers Conservative Party gestärkt hervor. Von 650 Sitzen entfielen auf die Tories 397 Mandate und auf die Labour Party 209 Sitze, während 44 Mandate an sonstige Parteien gingen. Im Anschluss bildete Thatcher ihr zweites Kabinett.

## Minister
Dem Kabinett gehörten folgende Minister an:
| Zugehörigkeit |  | Konservative |

| Amt                                                                                  | Bild               | Person                               | Partei             | Partei             | Amtszeit           | Amtszeit      |
| ------------------------------------------------------------------------------------ | ------------------ | ------------------------------------ | ------------------ | ------------------ | ------------------ | ------------- |
| Premierministerin Erster Lord des Schatzamtes Ministerin für den öffentlichen Dienst | Margaret Thatcher  | Margaret Thatcher                    |                    | Conservative Party | 4. Mai 1979        | 11. Juni 1983 |
| Lordkanzler                                                                          | Quintin Hogg       | Quintin Hogg, 2. Viscount Hailsham   | Conservative Party | 5. Mai 1979        | 11. Juni 1983      |               |
| Lordpräsident des Rates                                                              | Christopher Soames | Christopher Soames, Baron Soames     | Conservative Party | 5. Mai 1979        | 14. September 1981 |               |
| Lordpräsident des Rates                                                              | Francis Pym        | Francis Pym                          | Conservative Party | 14. September 1981 | 6. April 1982      |               |
| Lordpräsident des Rates                                                              |                    | John Biffen                          | Conservative Party | 6. April 1982      | 11. Juni 1983      |               |
| Lordsiegelbewahrer                                                                   |                    | Ian Gilmour                          | Conservative Party | 5. Mai 1979        | 14. September 1981 |               |
| Lordsiegelbewahrer                                                                   |                    | Humphrey Atkins                      | Conservative Party | 14. September 1981 | 6. April 1982      |               |
| Lordsiegelbewahrer                                                                   |                    | Janet Young, Baroness Young          | Conservative Party | 6. April 1982      | 11. Juni 1983      |               |
| Schatzkanzler Zweiter Lord des Schatzamtes                                           | Geoffrey Howe      | Geoffrey Howe                        | Conservative Party | 5. Mai 1979        | 11. Juni 1983      |               |
| Außenminister                                                                        | Peter Carington    | Peter Carington, 6. Baron Carrington | Conservative Party | 5. Mai 1979        | 6. April 1982      |               |
| Außenminister                                                                        | Francis Pym        | Francis Pym                          | Conservative Party | 6. April 1982      | 11. Juni 1983      |               |
| Innenminister                                                                        |                    | William Whitelaw                     | Conservative Party | 5. Mai 1979        | 11. Juni 1983      |               |
| Industrieminister                                                                    |                    | Keith Joseph                         | Conservative Party | 5. Mai 1979        | 14. September 1981 |               |
| Industrieminister                                                                    |                    | Patrick Jenkin                       | Conservative Party | 14. September 1981 | 11. Juni 1983      |               |
| Verteidigungsminister                                                                | Francis Pym        | Francis Pym                          | Conservative Party | 5. Mai 1979        | 5. Januar 1981     |               |
| Verteidigungsminister                                                                | John Nott          | John Nott                            | Conservative Party | 5. Januar 1981     | 6. Januar 1983     |               |
| Verteidigungsminister                                                                | Michael Heseltine  | Michael Heseltine                    | Conservative Party | 6. Januar 1983     | 11. Juni 1983      |               |
| Minister für Beschäftigung                                                           |                    | James Prior                          | Conservative Party | 14. September 1981 | 11. Juni 1983      |               |
| Minister für Beschäftigung                                                           | Norman Tebbit      | Norman Tebbit                        | Conservative Party | 14. September 1981 | 11. Juni 1983      |               |
| Minister für Landwirtschaft und Ernährung                                            |                    | Peter Walker                         | Conservative Party | 5. Mai 1979        | 11. Juni 1983      |               |
| Umweltminister                                                                       | Michael Heseltine  | Michael Heseltine                    | Conservative Party | 5. Mai 1979        | 6. Januar 1983     |               |
| Umweltminister                                                                       | Tom King           | Tom King                             | Conservative Party | 6. Januar 1983     | 11. Juni 1983      |               |
| Minister für Schottland                                                              | George Younger     | George Younger                       | Conservative Party | 5. Mai 1979        | 11. Juni 1983      |               |
| Minister für Wales                                                                   |                    | Nicholas Edwards                     | Conservative Party | 5. Mai 1979        | 11. Juni 1983      |               |
| Minister für Nordirland                                                              |                    | Humphrey Atkins                      | Conservative Party | 5. Mai 1979        | 14. September 1981 |               |
| Minister für Nordirland                                                              |                    | James Prior                          | Conservative Party | 14. September 1981 | 11. Juni 1983      |               |
| Minister für soziale Dienste                                                         |                    | Patrick Jenkin                       | Conservative Party | 5. Mai 1979        | 14. September 1981 |               |
| Minister für soziale Dienste                                                         | Norman Fowler      | Norman Fowler                        | Conservative Party | 14. September 1981 | 11. Juni 1983      |               |
| Kanzler des Herzogtums Lancaster                                                     |                    | Norman St John-Stevas                | Conservative Party | 5. Mai 1979        | 5. Januar 1981     |               |
| Kanzler des Herzogtums Lancaster                                                     | Francis Pym        | Francis Pym                          | Conservative Party | 5. Januar 1981     | 14. September 1981 |               |
| Kanzler des Herzogtums Lancaster                                                     |                    | Janet Young, Baroness Young          | Conservative Party | 14. September 1981 | 6. April 1982      |               |
| Kanzler des Herzogtums Lancaster                                                     |                    | Cecil Parkinson                      | Conservative Party | 6. April 1982      | 11. Juni 1983      |               |
| Handelsminister                                                                      | John Nott          | John Nott                            | Conservative Party | 5. Mai 1979        | 5. Januar 1981     |               |
| Handelsminister                                                                      |                    | John Biffen                          | Conservative Party | 5. Januar 1981     | 6. April 1982      |               |
| Handelsminister                                                                      |                    | Arthur Cockfield, Baron Cockfield    | Conservative Party | 6. April 1982      | 11. Juni 1983      |               |
| Energieminister                                                                      | David Howell       | David Howell                         | Conservative Party | 5. Mai 1979        | 14. September 1981 |               |
| Energieminister                                                                      | Nigel Lawson       | Nigel Lawson                         | Conservative Party | 14. September 1981 | 11. Juni 1983      |               |
| Bildungsminister                                                                     |                    | Mark Carlisle                        | Conservative Party | 5. Mai 1979        | 14. September 1981 |               |
| Bildungsminister                                                                     |                    | Keith Joseph                         | Conservative Party | 14. September 1981 | 11. Juni 1983      |               |
| Chefsekretär des Schatzamtes                                                         |                    | John Biffen                          | Conservative Party | 5. Mai 1979        | 5. Januar 1981     |               |
| Chefsekretär des Schatzamtes                                                         | Leon Brittan       | Leon Brittan                         | Conservative Party | 5. Januar 1981     | 11. Juni 1983      |               |
| Generalzahlmeister                                                                   |                    | Angus Maude                          | Conservative Party | 5. Mai 1979        | 5. Januar 1981     |               |
| Generalzahlmeister                                                                   | Francis Pym        | Francis Pym                          | Conservative Party | 5. Januar 1981     | 14. September 1981 |               |
| Generalzahlmeister                                                                   |                    | Cecil Parkinson                      | Conservative Party | 14. September 1981 | 11. Juni 1983      |               |
| Transportminister                                                                    | Norman Fowler      | Norman Fowler                        | Conservative Party | 5. Januar 1981     | 14. September 1981 |               |
| Transportminister                                                                    | David Howell       | David Howell                         | Conservative Party | 14. September 1981 | 11. Juni 1983      |               |

## Hintergrundliteratur
- Der Große Ploetz. Die Enzyklopädie der Weltgeschichte. 35. Auflage. Verlag Vandenhoeck & Ruprecht, 2008, ISBN 978-3-525-32008-2, S. 1513.